# ギヨーム・ド・クロイ

ギヨーム・ド・クロイの紋章

ギヨーム（2世）・ド・クロイ（フランス語：Guillaume (II) de Croÿ, 1458年 - 1521年5月28日）は、シエーヴル領主、初代ボーモン伯、初代アールスコート侯、タミーズ領主、ナポリ王国のソーラ公、アルキ公およびロッカグリエルマ男爵。

## 生涯
ギヨームはアールスコート領主フィリップ1世・ド・クロイとジャクリーヌ・ド・リュクサンブールの次男として生まれた。ギヨームはアドルフ・ド・ラ・マルク＝アーレンベルクの未亡人であったマリー＝マドレーヌ・ド・アマルと結婚した。ギヨームは1485年に父フィリップ1世からボーモンとシエーヴルの領主権を買い取った。1489年、ギヨームはオーストリア大公マクシミリアン1世に対する反乱の際にラフェンシュタイン領主フィリップ・ド・クレーフェ（en）と説得しようとした領主の1人であった。ギヨームは1491年に金羊毛騎士団員に選ばれた。1494年にフィリップ美王の宮廷の一員となったが、1501年から1503年に行われたフィリップの最初のスペインへの航海には同行しなかった。1506年にフィリップが亡くなった後、ギヨームは摂政団の一員となり、最高司令官であると同時に低地諸国の財政を担当した。1510年に皇帝マクシミリアン1世によりその任を追認された。
1509年にはシメイ公シャルル・ド・クロイの後任として若年のカール大公（後のカール5世）の傅育長となった。ギヨームはカールがブルゴーニュ公の称号を得られるよう支援し、9歳のカールをネーデルラントのマルグリット・ドートリッシュの宮廷から遠ざけ、カールに対し自らがより影響力を持つことができるようにした。カールはギヨームに依存しており、ギヨームはカールが15歳になると成人と宣言し、自らを侍従長に任命させようと画策した。カールは1515年にギヨームを最初の議員に指名し、1516年にソーラ公位、アルキ公位およびロッカグリエルマを褒美として与えた。また、ボーモンを伯領に昇格させ、アールスコート（ギヨームが1511年に父親から相続した）を1517年に侯領に昇格させた。ギヨームは他に次の地位を獲得した。
- エノーの大バイイ（1497年 - 1503年）
- ナミュール総督（1503年以降）
- ナポリ王国その他の国の提督（1516年）
- スペイン財務長官（contador mayor）（1517年より。後にベハル公アルバロ・デ・スニガに30,000ドゥカートで売却された。）[1]

カールが弟のフェルディナントをスペインから追い出したのはギヨームの助言によるものだった。フェルディナントはスペイン生まれで国民に愛されていたが、一方でカールは外国人として不信感をもたれていた。ギヨームが恐れたのは、フェルディナントが反乱の名目として利用されるのではないかということであった。ギヨームは、20歳の甥ギヨームをトレド大司教に任命するよう手配した。こうしてギヨームは、遠くからでもこの教会が生み出す莫大な収入を享受することができた。資格のない若い外国人の大司教就任はスペイン人の感情を傷つけ、コムネロスの反乱を引き起こすことにつながったため、この任命は後にカールを窮地に陥れることとなった。
ギヨームは1521年に亡くなり、死因は毒物であったと記されている。
ギヨームはマリー・ド・アマルと結婚したが、子供がいなかった。